# Aeropuerto de Yarmouth
El Aeropuerto de Yarmouth (del inglés: Yarmouth Airport) (IATA: YQI, OACI: CYQI) está ubicado a las afueras de Yarmouth, Nueva Escocia, Canadá y en un principio fue una base para la Real Fuerza Aérea Canadiense en la Segunda Guerra Mundial.
Este aeropuerto es clasificado por NAV CANADA como un puerto de entrada y es servido por la Canada Border Services Agency. Los oficiales de la CBSA pueden atender aviones de hasta 110 pasajeros.

## Aerolíneas y destinos
- Starlink Aviation
  - Halifax / Aeropuerto Internacional de Halifax Stanfield
  - Portland / Aeropuerto Internacional de Portland